# Вила Климинти (Ријети)
Вила Климинти је насеље у Италији у округу Ријети, региону Лацио.
Према процени из 2011. у насељу је живело 20 становника. Насеље се налази на надморској висини од 906 м.